# HMHS Britannic
HMHS Britannic là chiếc tàu thứ ba và cũng là lớn nhất trong ba con tàu hạng Olympic của hãng tàu White Star Line, cùng hai chiếc tàu trước nó: RMS Olympic và RMS Titanic. Britannic đã được đóng để phục vụ nhu cầu chuyên chở hành khách qua Đại Tây Dương. Tuy nhiên, hạ thủy gần đúng vào thời điểm bùng nổ Chiến tranh thế giới thứ nhất, Britannic nhanh chóng được đưa vào sử dụng trong quân đội, với vai trò là tàu quân y. Vào ngày 21 tháng 11 năm 1916, do vụ nổ ở dưới đầu tàu, Britannic đã chìm ngoài khơi đảo Kea của Hy Lạp, cùng với 30 người.(1914-21 November 1916)

## Lịch sử

### Không còn kiểu thiết kế nhưTitanic
Sau thảm họa Titanic, cùng với những yêu cầu sau đó, một vài thay đổi đã được áp dụng trên con tàu thứ ba trong bộ ba tàu hạng sang. Các kiểu thiết kế mới trên Britannic được hoàn thành trước khi con tàu hạ thủy (với Olympic thì được đưa về xưởng Harland và Wolff để tân trang sau khi đã hạ thủy). Những thay đổi chính gồm có việc lắp đặt thân hai lớp cho buồng máy và nồi hơi, và nâng cao các vách ngăn buồng kín nước lên đến boong B. Một thay đổi dễ nhận thấy là sự điều chỉnh các cần trục neo, mỗi cần trục có thể giữ được đến 6 thuyền cứu sinh. Những thuyền cứu sinh cộng thêm cũng được giữ trong phạm vi của cần trục, và trong các tình trạng khẩn cấp, cần trục thậm chí có thể vươn tới bên kia con tàu. Mục đích của kiểu thiết kế này, là để đảm bảo tất cả thuyền cứu sinh đều được sử dụng, cho dù con tàu có thể nghiêng đến mức không thể hạ thủy các thuyền cứu sinh ở phía đối diện. Những cần trục này đã không được sử dụng trên Olympic.
Thân tàu Britannic cũng dày hơn 0.61 m so với Titanic và Olympic, cũng do việc thiết kế lại sau thảm họa Titanic. Để vẫn có tốc độ 39 km/h, xưởng đóng tàu đã lắp đặt một tuốc-bin lớn hơn, có công suất 18,000 mã lực, so với Olympic và Titanic là 16,000 mã lực để bù cho bề dày lớn hơn của con tàu.
Mặc dù hãng White Star Line luôn phủ nhận điều này, nhưng nhiều nguồn tin cho biết con tàu đúng ra đã được đặt tên là Gigantic.

### Nơi đóng tàu

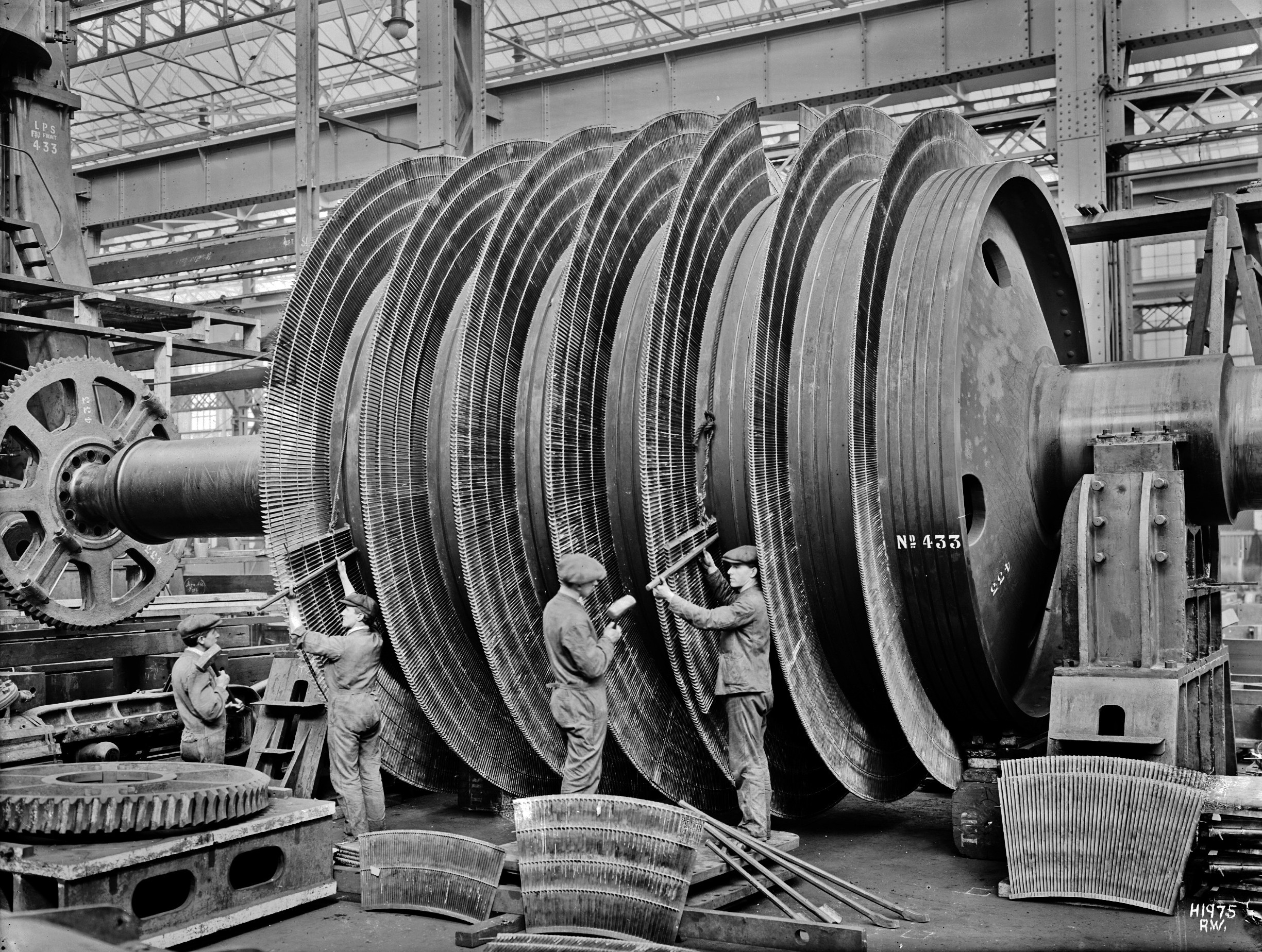
Tuốc-bin của Britannic đang được lắp đặt

Britannic được hạ thủy ngày 26 tháng 2 năm 1914 tại xưởng đóng Harland và Wolff ở Belfast và công việc bắt đầu. Britannic được đóng trên giàn cần cẩu trước đó đã đóng RMS Olympic. Việc dùng lại giàn cần cẩu này giúp cho xưởng đóng tiết kiện thời gian và kinh phí. Tháng 8 năm 1914, trước khi Britannic bắt đầu dịch vụ chuyên chở hành khách từ New York và Southampton, Chiến tranh thế giới thứ nhất bùng nổ. Ngay lập tức, tất cả các xưởng đóng tàu đều đã dùng tất cả các nguyên liệu thô hiện có để đóng tàu mới phục vụ. Hoạt động của các tàu chở khách (gồm Britannic) bị trì trệ. Quân đội yêu cầu một số lượng lớn tàu hải quân có vũ trang để phục vụ vận chuyển binh lính. Bộ Hải quân đã thanh toán cho các công ty cho việc sử dụng các tàu thuyền của họ, nhưng nguy cơ mất đi một con tàu trong quá trình hoạt động quân sự là rất cao. Tuy nhiên, những hãng tàu lớn đã không bị tịch thu cho quân đội, và những tàu nhỏ hơn thì dễ dàng điều khiển hơn. Hãng White Star Line quyết định ngừng hoạt động RMS Olympic đến khi chiến tranh kết thúc. RMS Olympic trở lại Belfast vào ngày 3 tháng 11 năm 1914, còn hoạt động của Britannic thì bị trì trệ. Tất cả những điều này sẽ thay đổi vào năm 1915.

### Trưng dụng

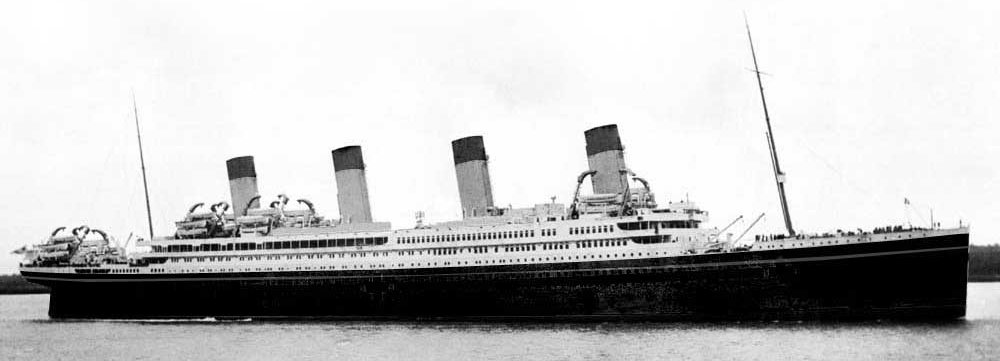
Màu sơn giả định của Britannic nếu nó dùng để chuyên chở hành khách

Yêu cầu gia tăng tải trọng ngày càng cấp bách. Tháng 5, 1915, Britannic hoàn thành cuộc chạy thử, và có thể sẽ nhận được lệnh triệu tập khẩn cấp trong vòng bốn tuần sau. Cũng trong tháng đó, hãng tàu Cunard nhận được tin dữ là tàu RMS Lusitania đã bị đánh ngư lôi từ tàu ngầm U-20 ngoài khơi Ireland.
Tháng sau, Hải quân Anh quyết định đưa những con tàu đã yêu cầu vào hoạt động quân đội trong chiến dịch Gallipoli. Những chiếc tàu đầu tiên là RMS Mauretania và RMS Aquitania. Vùng Gallipoli rất nguy hiểm, và những người bị thương cần một nơi để chữa trị, cụ thể là cần những tàu quân y. RMS Aquitania bị chuyển thành tàu quân y trong tháng 8, và ngày 13 tháng 11 năm 1915, Britannic đã được yêu cầu trong vai trò tàu quân y, từ nơi nó đang neo đậu ở Belfast. Được sơn lại màu trắng với chữ thập đỏ lớn, và một dải ngang màu xanh, Britannic được đổi tên từ RMS Britannic thành HMHS Britannic (His Majesty's Hospital Ship – Tàu quân y của Hoàng đế) và đặt dưới quyền chỉ huy của Thuyền trưởng Charles A. Bartlett (1868–1945).

## Chuyến hải trình cuối cùng
Sau khi hoàn thành năm cuộc hành trình thành công giữa vùng Trung Đông và Vương quốc Anh vận chuyển binh lính bị thương, Britannic rời Southampton đến Lemnos vào lúc 14:23 ngày 12 tháng 11 năm 1916, chuyến đi thứ sáu của tàu đến Địa Trung Hải. Britannic qua Gibraltar vào khoảng nửa đêm 15 tháng 11 và đến Naples vào sáng 17 tháng 11, để tiếp than và nhiên liệu như thường lệ, hoàn thành một phần chuyến đi.
Một cơn bão giữ chân con tàu ở Naples đến chiều chủ nhật. Khi đó Thuyền trưởng Bartlett quyết định vượt qua giông bão và tiếp tục cuộc hành trình. Mặt biển không êm ả khi Britannic rời cảng, tuy nhiên sáng hôm sau cơn bão đã tan và con tàu vượt qua eo biển Messina mà không gặp vấn đề gì. Britannic đi vòng qua mũi Matapan vào sáng sớm ngày thứ ba, 21 tháng 11. Trong vòng buổi sáng đó Britannic đã chạy hết tốc lực đến kênh Kea, giữa mũi Sounion và đảo Kea.

### Vụ nổ định mệnh
08:12 ngày 21 tháng 11 năm 1916, một vụ nổ ở khoang động cơ trước đã làm rung chuyển con tàu. Con tàu U-20 của Đức bắn hai quả thủy lôi, một quả bắn trượt, quả còn lại bị thủy thủ đoàn bắn hạ. Lúc bắn quả thứ nhất, do đứng gần tàu chiến của Anh nên khi bắn xong, thuyền trưởng tàu U-20 đã cho tàu lặn xuống nhưng vẫn bị tàu của Anh thả bom cho chìm. Những phản ứng xảy ra gần như tức thì, bác sĩ và y tá rời nhiệm vụ. Không phải ai cũng phản ứng tương tự, vì ở đuôi tàu, vụ nổ dường như khó cảm thấy hơn, và mọi người cứ nghĩ con tàu đã đụng phải một thuyền nhỏ. Thuyền trưởng Bartlett và Sĩ quan Hume đang trên đài chỉ huy, và tính chất nghiêm trọng của vấn đề trở nên hiển nhiên liền sau đó. Vụ nổ xé rách mạn phải tàu, sức mạnh của vụ nổ phá hỏng các phòng kín nước ở phần trước của tàu. Bốn phòng kín nước đầu tiên bị vỡ và nước tràn vào rất nhanh. Sự việc còn nghiêm trọng hơn khi đường dẫn từ phòng cứu hỏa dẫn xuống phòng kín nước số 6 bị phá vỡ, khiến cho nước tràn vào phòng này.
Bartlett yêu cầu đóng ngay các cửa vách ngăn, gửi một tín hiệu cấp cứu và yêu cầu toàn bộ nhân viên trên tàu chuẩn bị thuyền cứu sinh. Không may, cũng giống như cửa kín nước từ phòng cứu hỏa dẫn xuống phòng kín nước 6, cửa kín nước giữa phòng số 6 và phòng số 5 cũng không thể đóng lại được. Nước bắt đầu tràn vào phòng số 5. Britannic đã đạt tới giới hạn cao nhất mức nước ngập cho phép, và có thể được giữ trong trạng thái trôi trên nước với 6 khoang kín nước bị ngập và 5 khoang vẫn kín, cửa kín nước nằm ở boong B. Biện pháp này được áp dụng sau tai nạn Titanic (Titanic có thể nổi chỉ với 4 khoang không ngập, nhưng các cửa kín nước của nó được thiết kế ở boong E). Cửa kín nước giữa khoang 4 và 5 không bị hư hại, và đúng ra nó đã có thể đảm bảo cho con tàu không bị chìm. Thế nhưng, vẫn còn một thứ chắc chắn đã mở cuốn sách định mệnh cho Britannic: đó là những ô cửa sổ để mở ở các boong dưới. Các y tá đã mở những cửa sổ này để thông thoáng cho các phòng bệnh mặc dù không có ai yêu cầu làm việc này. Con tàu nghiêng hơn, nước tràn vào những ô cửa và sau đó là vào các phòng kín nước số 5 và 4. Với nhiều hơn 6 phòng kín nước bị ngập, Britannic sẽ chìm.

### Cứu sinh
Thuyền trưởng Bartlett đã cố gắng cứu lấy con tàu. Chỉ hai phút sau vụ nổ, phòng số 5 và số 6 đã bị ngập hoàn toàn. Mười phút sau va chạm, Britannic chẳng khác gì Titanic một tiếng sau khi đụng phải băng trôi. Năm phút sau đó, những ô cửa sổ ở boong E đã chìm dưới mặt nước. Nước tiếp tục tràn vào con tàu qua những cửa kín nước giữa phòng kín số 5 và số 4. Con tàu nghiêng mạnh về bên phải. Trong lúc ấy, thuyền trưởng Bartlett nhìn thấy bờ biển Kea cách đó ba dặm (4.8 km). Ông quyết định thực hiện một cố gắng liều lĩnh và tuyệt vọng, là cố làm cho con tàu trôi vào bờ.
Đó không phải là điều dễ dàng khi độ nghiêng và sức nặng của bánh lái chính cùng một lúc tác động lên con tàu. Bộ cơ cấu lái hoàn toàn không đáp ứng, nhưng khi khởi động chân vịt, Britannic bắt đầu, một cách chậm rãi, quay sang phải.
Trong lúc đó, trên boong tàu, những nhân viên đang chuẩn bị các thuyền cứu sinh. Vài chiếc thuyền cứu sinh được tháo xuống vội vàng bởi một nhóm những nhân viên và các thủy thủ đang hoảng loạn. Một sĩ quan cố gắng thuyết phục những người khác trở về vị trí ở trạm thuyền. Người này đưa những nhân viên đã tạo nên cuộc hoảng loạn lên thuyền cứu sinh, vì không muốn họ làm cản trở việc đưa những người khác lên thuyền. Một nhân viên tàu được đưa lên thuyền để quản lý khi thuyền đã rời tàu. Ngoài ra thì tất cả nhân viên khác dưới quyền người này đều ở lại tàu cho đến lúc cuối cùng.
Không có cán bộ nào của Quân đoàn y tế Quân đội Hoàng gia (RAMC) ở gần trạm thuyền vào lúc đó, Sĩ quan bắt đầu hạ các thuyền xuống. Nhưng khi nhận thấy động cơ tàu vẫn hoạt động, ông ngừng hạ khi thuyền ở trên mặt nước khoảng 2 m và chờ yêu cầu từ đài chỉ huy. Những người trên thuyền không nhận thấy điều này và bắt đầu nguyền rủa khi họ không thấy thuyền được hạ xuống. Sau đó, yêu cầu từ đài chỉ huy nói rõ: không thuyền cứu sinh nào được hạ xuống, thuyền trưởng đã quyết định đưa Britannic vào bờ.
Chỉ huy Harry William Dyke đang sắp xếp việc hạ các thuyền cứu sinh ở mạn phải cuối con tàu thì ông phát hiện những nhân viên cứu hỏa đã lấy và hạ một thuyền cứu sinh mà không có sự cho phép, cũng như chưa đủ số lượng người tối đa trên thuyền. Dyke yêu cầu họ đưa những người đã nhảy xuống nước từ trên tàu, lên thuyền.
08:30, hai thuyền cứu sinh ở trạm thuyền được giao cho Sĩ quan thứ ba David Laws, người này sử dụng hệ thống cần thả tự động mà không nhận thấy sự nguy hiểm khi làm vậy. Cả hai chiếc thuyền cứu sinh bị thả rơi xuống nước ở độ cao khoảng 2 m, và nhanh chóng bị trôi những vào chân vịt vẫn đang quay của con tàu, những chân vịt này bây giờ đã lộ lên khỏi mặt nước. Khi chiếc thuyền thứ nhất trôi đến "chiếc máy chém", chiếc còn lại cũng bị cuốn vào, và chân vịt đã xé nát cả hai cùng với những nạn nhân trên đó. Khi thuyền trưởng nghe được tin về tai nạn đó, mặc dù ông nhận thấy Britannic bắt đầu chuyển động chậm dần về phía bờ, nhưng vì nguy cơ có thêm nhiều nạn nhân, ông đã yêu cầu tắt các động cơ. Những chân vịt ngừng chuyển động vào đúng thời điểm chiếc thuyền cứu sinh thứ ba sắp bị nghiền nát thành các mảnh nhỏ. Những người của RAMC trên thuyền này đẩy vào chân vịt, và con thuyền rời ra xa khỏi nó một cách an toàn.

### Thời khắc cuối cùng

Tàu HMHS Britannic chìm sau khi bị nổ ở hai bên mạn, ảnh trong phim Britannic.

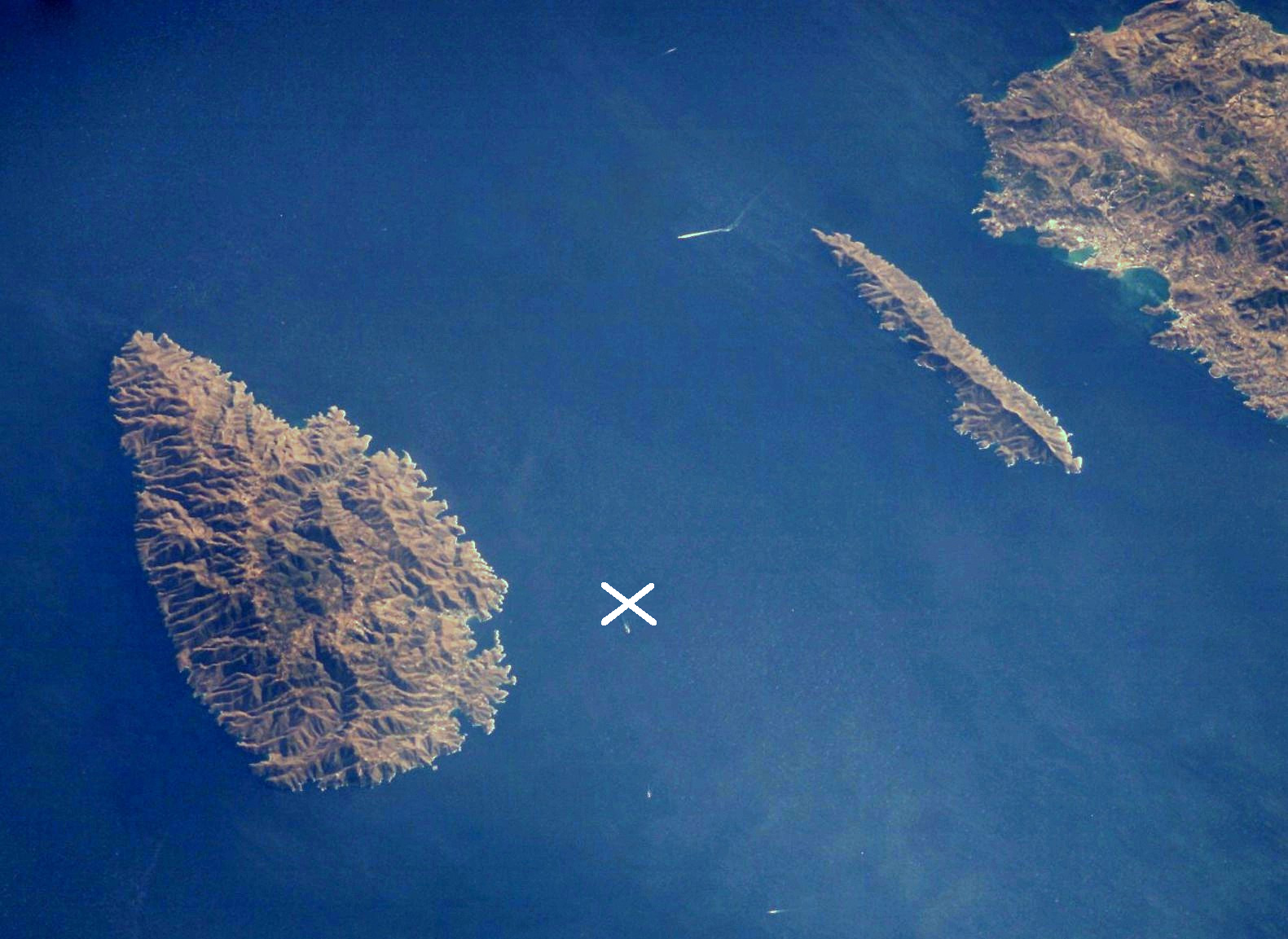

Thuyền trưởng chính thức yêu cầu các thủy thủ đoàn hạ thuyền cứu sinh và vào lúc 8:35, ông yêu cầu tất cả rời tàu. Bộ chuyển động hạ của cần trục phía cuối tàu trở nên vô dụng. Một sĩ quan đã hạ hai thuyền cứu sinh và tìm cách để hạ một thuyền thứ ba nhanh hơn bình thường. Người này khởi động để động cơ máy chạy khi Sĩ quan thứ nhất Oliver đến báo yêu cầu của thuyền trưởng. Người này phải chịu trách nhiệm về những thuyền cứu sinh đã hạ xuống rải rác xung quanh Britannic. Người sĩ quan tiếp tục hạ một thuyền khác với 75 người, nhưng gặp khó khăn vì vị trí của cần trục bây giờ trở nên rất cao so với mặt nước, do tàu bị nghiêng. 08:45, độ nghiêng của con tàu quá lớn, làm các cần trục không hoạt động nữa. Người sĩ quan cùng với 6 thủy thủ đoàn định ném chiếc thuyền vải bạt ở phía giữa tàu xuống mạn phải. Khoảng ba mươi cán bộ RAMC vẫn còn trên tàu, đi theo họ. Khi những người này chuẩn bị nhảy khỏi tàu thì họ thấy Sĩ quan thứ sáu Welch và vài thủy thủ khác đang cố gắng nhấc chiếc thuyền lên nhưng họ không đủ người. Người sĩ quan lập tức yêu cầu nhóm của ông trợ giúp Sĩ quan này, và tất cả họ đều lên thuyền an toàn.
09:00, Bartlett thổi còi lần cuối cùng, sau đó ông rời tàu. Mặt nước đã dâng đến đài chỉ huy. Ông bơi đến một chiếc thuyền vải bạt và tiến hành việc cứu những người khác. Tiếng còi cũng là dấu hiệu cuối cùng cho thấy hệ thống động cơ của tàu còn hoạt động. Động cơ tàu điều khiển bởi kỹ sư Robert Fleming. Giống như những người anh hùng trên tàu Titanic, ông đã ở lại cùng tàu, thực hiện nhiệm vụ của mình cho đến giây phút cuối cùng.
Britannic lật nhào về phía bên phải, những ống khói bắt đầu đổ sụp. Violet Jessop (người đã sống sót sau tai nạn tàu Titanic và vụ va chạm với HMS Hawke của tàu Olympic), miêu tả những giây phút cuối: "Con tàu ngập trong nước ở phần mũi tàu một chút, sau đó ngập sâu hơn một chút, và lại sâu hơn một chút nữa. Những thứ trên boong tàu rơi xuống mặt nước như những món đồ chơi trẻ em. Sau đó, con tàu lao xuống, vô cùng dữ dội và đáng sợ, đuôi tàu ở trên không hàng chục mét. Một tiếng nổ lớn vang lên, và con tàu chìm vào đại dương sâu thẳm. Âm thanh vang vọng của con tàu xuyên qua làn nước, bất thần mãnh liệt…." Lúc đó là 09:07, chỉ 55 phút sau vụ nổ. Britannic là con tàu lớn nhất bị phá hủy trong Chiến tranh thế giới thứ nhất.

### Cứu hộ

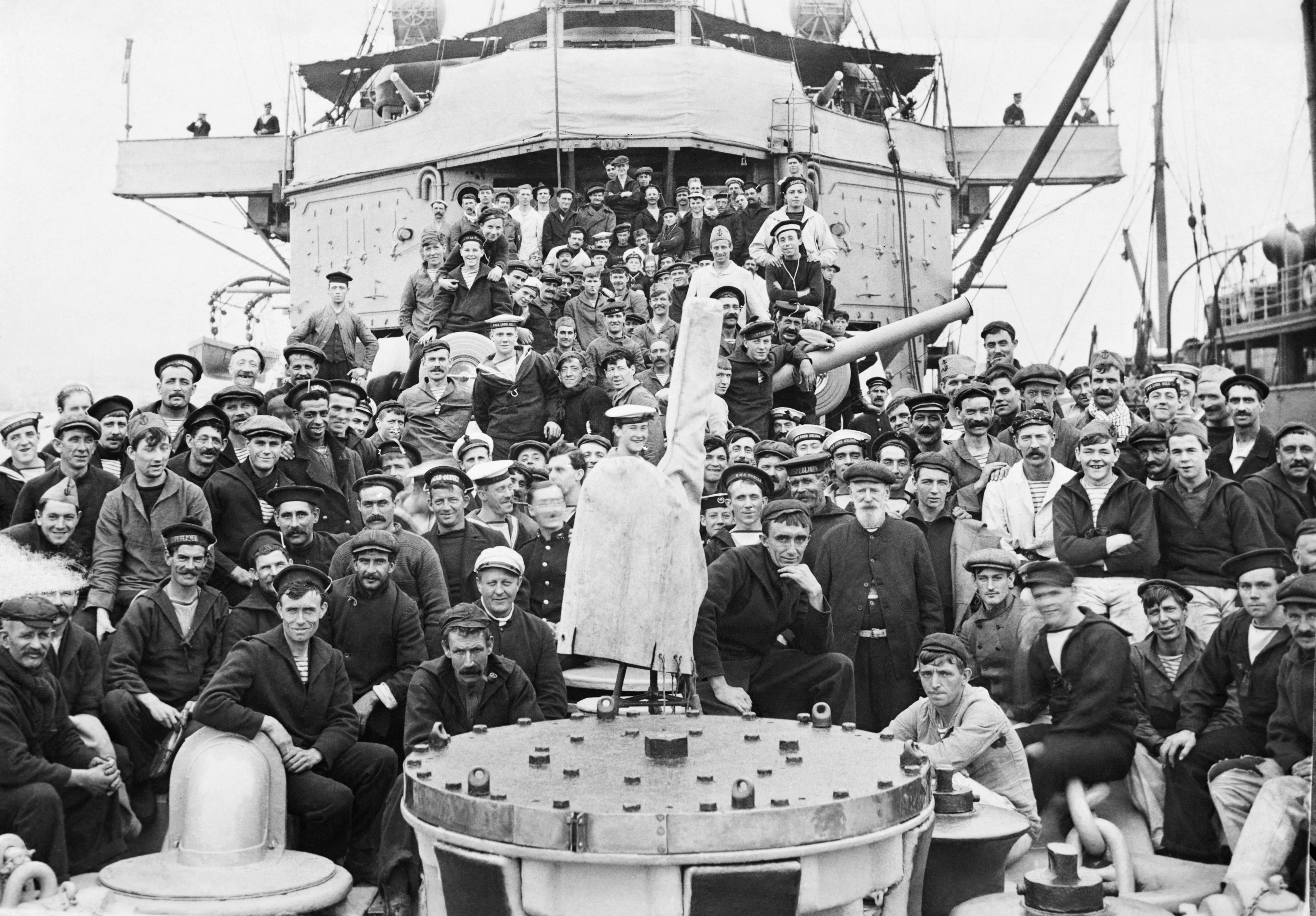
Những người sống sót trên boong tàu HMS Scourge

Người đầu tiên nhìn thấy những người sống sót là một ngư dân Hy Lạp, ông đã cứu lên vài người. Lúc 10:00, HMS Scourge nhìn thấy chiếc thuyền cứu sinh đầu tiên, mười phút sau nó dừng lại và đón 339 người lên tàu. HMS Heroic đã đến ít phút trước và đón 494 người. Khoảng 150 đã đến được Korissia (một thành phố trên đảo Kea). Ở đây, các bác sĩ và y tá sống sót trên tàu đang cố gắng cứu sống một người đang bị thương rất nặng. Họ dùng tạp dề và áo phao để làm băng gạc. Một phòng điều hành cảng được họ sử dụng làm phòng mổ. Mặc dù những động cơ thuyền đã chạy hết tốc lực để chuyển những người bị thương đến đảo Kea, nhưng đến hai giờ sau, chiếc thuyền cứu sinh đầu tiên mới đến được đảo, do tải nặng. Đó là chiếc thuyền cứu sinh của Sĩ quan thứ sáu Welch và vị sĩ quan khác. Vị sĩ quan thứ hai có thể nói được tiếng Pháp, và ông đã nói chuyện với những người dân bản địa, xin một chút rượu mạnh và bánh mì cho người bị thương.
Cư dân Korissia đề nghị tất cả những sự hỗ trợ cho những người sống sót, và cho họ ở tạm trong nhà cho đến khi tàu cứu trợ đến. Violet Jessop đến gần một người đàn ông bị thương. "Một người đàn ông trung niên, ông ấy mặc đồng phục RAMC với một dải ruy băng trên ngực áo, nằm bất động. Ông ấy mất một phần đùi và một bàn chân. Sắc mặt xám xanh của ông trái ngược lại với dáng người khỏe mạnh. Tôi nắm tay và nhìn ông ấy. Một lúc lâu sau, ông ấy mở mắt, nhìn tôi và nói: 'Tôi chết mất'. Không có gì chứng minh được điều đó là sai, nhưng tôi trả lời ông, không ngừng nghĩ: 'Không, ông sẽ không chết, bởi vì tôi vừa cầu nguyện cho ông được sống'. Và ông cười… Ông ấy đã qua khỏi và đã hát những bài ca vui tươi cho chúng tôi vào Lễ Giáng Sinh".
Tàu Scourge và Heroic không còn chỗ trên boong tàu nên họ chạy đến Pireaus, ở đó họ thông báo về sự hiện diện của những người còn lại ở Korissia. May mắn thay, HMS Foxhound đến Korissia lúc 11:45 và sau khi tìm kiếm trong khu vực, nó neo đậu lại một cảng nhỏ lúc 13:00 để đề nghị hỗ trợ y khoa và chuyển những người còn lại lên tàu. Lúc 14:00, tuần dương hạm HMS Foresight cập cảng. Tàu Foxhound rời bấn đi Pireaus lúc 14:15 trong khi Foresight ở lại để sắp xếp việc an táng Trung sĩ W. Sharpe, chết do bị thương. Hai người khác chết trên tàu Heroic và một trên tàu kéo của Pháp Goliath. Ba người đều đã được an táng theo đúng nghi thức tưởng nhớ quân đội tại Nghĩa trang Anh quốc ở Pireaus. Người cuối cùng là G. Honeycott, chết tại bệnh viện Nga tại Pireaus. Ba mươi người chết, nhưng chỉ có năm người được chôn cất. Những người còn lại đều nằm lại dưới biển, và họ được tưởng nhớ tại Thessaloniki và London. Hai mươi bốn người khác bị thương.
Nhiều người dân và viên chức Hy Lạp đã tham gia lễ tang. Y tá Violet Jessop được chú ý vì vừa sống sót trong tai nạn tàu RMS Titanic năm 1912, vừa ở trên tàu RMS Olympic, khi nó va chạm với HMS Hawke năm 1911.

## Xác tàu
Xác con tàu Britannic nằm tại tọa độ 37°42′5″B 24°17′2″Đ / 37,70139°B 24,28389°Đ ở khoảng 120 m dưới mặt nước biển. Người đầu tiên phát hiện và khám phá nó là Jacques Cousteau năm 1975. Con tàu lớn nằm che mạn phải, giấu đi phần thân tàu bị thủy lôi đụng phải. Một vết cắt lớn chia con tàu thành hai phần. Mũi tàu còn được nối với phần còn lại của thân tàu chỉ bằng một vài mảnh của boong B. Đây là kết quả của vụ nổ - vụ nổ phá hủy toàn bộ phần sống tàu giữa phòng ngăn thứ hai và thứ ba, và tác dụng của lực cản đáy biển. Mũi tàu bị biến dạng nghiêm trọng khi con tàu chạm mặt đáy biển, trước khi con tàu dài 269 m chìm ngập hoàn toàn trong nước, khi độ sâu của vùng biển này chỉ khoảng 122 m. Tuy vậy, khu phòng thủy thủ ở boong dành riêng vẫn còn trong tình trạng tốt. Máy móc, thiết bị và hai cần trục bốc dỡ hàng hóa vẫn còn ở boong này và được bảo toàn khá tốt. Cột trước bị bẻ cong và nó nằm trên mặt đáy biển gần xác tàu, trạm quan sát vẫn còn. Người ta không tìm thấy còi tàu. Ống khói thứ nhất nằm cách boong cứu sinh vài mét. Ba ống khói khác được tìm thấy trong những mảnh vụn phía sau xác con tàu. Mặc dù con tàu nằm trong vùng nước đủ nông cho phép để những thợ lặn dùng bình khí nén được huấn luyện lặn kỹ thuật có thể thăm dò và khám phá, nhưng xác con tàu được coi như một ngôi mộ chiến tranh của Anh quốc, và mọi cuộc khám phá con tàu đều phải được sự cho phép của hai nhà nước Anh và Hà Lan.
Vào giữa năm 1995, trong một chuyến thám hiểm được quay phim của sê-ri phim khoa học Mỹ Nova, Tiến sĩ Robert Ballard tìm kiếm vị trí Britannic, sử dụng hệ thống định vị dưới nước bằng sóng âm quét mặt phẳng. Hình ảnh được chụp từ các thiết bị điều khiển từ xa, nhưng không tìm thấy con tàu trong những hình ảnh đó. Sau đó Ballard tìm thấy được các ống khói của tàu, cho thấy rằng con tàu vẫn còn trong tình trạng tốt. Tuy nhiên những cố gắng tìm ra vị trí thủy lôi phá hủy thân tàu đều thất bại.
Tháng 8 năm 1996, xác HMHS Britannic được rao bán, và người đã mua nó là nhà Lịch sử học hàng hải Simon Mills, người đã viết hai cuốn sách về con tàu: Britannic-Người Khổng lồ Cuối cùng (Britannic-The Last Titan), và Con tin của Sự May rủi (Hostage To Fortune). Khi Simon Mills được hỏi rằng khi ông có đủ tiền và sự hỗ trợ, thì ông sẽ làm gì với con tàu Britannic, ông trả lời rằng: "Đơn giản thôi-cứ để yên nó như thế!"
Tháng 11 năm 1997, một đội lặn quốc tế do Kevin Gurr làm đội trưởng, đã dùng kĩ thuật lặn Trimix để thực hiện một cuộc thám hiểm và quay phim con tàu với định dạng phim mới (mini-DV). Kevin Gurr, Alan Wright, John Thornton, Dan Burton, Uffe Eriksson, Ingemar Lundgren, Richard Lundgren, Dave Thompson, Alexander Sotiriou, Kirk Kavalaris, Kevin Denlay, Tristan Cope, Miria Denlay, Gary Sharp, Ian Fuller, Manthos Sotiriou đã tham gia dự án. Vangelis Sotiriou cung cấp các hỗ trợ cần thiết.
Năm 1999, nhóm Những nhà thám hiểm dưới mặt nước (Global Underwater Explorers), và kênh Ocean Discovery dẫn đầu cuộc thám hiểm đầu tiên vào bên trong Britannic. Đoạn băng về cuộc thám hiểm này đã được phát trên các kênh National Geographic, BBC, History Channel, và kênh Discovery Channel.
Năm 2003, Một cuộc thám hiểm dẫn đầu bởi Carl Spencer sử dụng kĩ thuật lặn cao cấp để đưa thợ lặn xuống vùng xác tàu. Phát hiện quan trọng nhất của họ là những cửa kín nước bị mở. Có ý kiến cho rằng điều này là vì vụ tấn công của quả thủy lôi, cộng với sự thay đổi ca trực của các nhân viên. Quả thủy lôi đã có thể phá tung các cửa sổ. Vị trí của quả thủy lôi được xác định, xác nhận báo cáo của U-73 rằng Britannic chìm do duy nhất một quả thủy lôi, và tai nạn đã xảy ra do các cửa sổ và cửa kín nước không được đóng chặt.

## Đàn ống
Một chiếc đàn ống Welte-Mignon dự tính là sẽ được lắp đặt lên Britannic, nhưng khi nó bị phá hủy trong Chiến tranh thế giới thứ nhất thì thiết bị này không bao giờ đến được Belfast.
Trong cuộc phục chế chiếc đàn ống ở Nhà bảo tàng quốc gia Thụy Sĩ, thợ phục chế phát hiện ra vào tháng 4/2007 rằng những bộ phận chính của thiết bị này đã được ký kết bởi những người thợ Đức với Britannic". Một tấm ảnh về tờ quảng cáo của một công ty, tìm thấy trong Di sản Welte ở Bảo tàng Augustiner tại Freiburg, chứng minh rằng đây là chiếc đàn ống được làm ra cho Britannic.

## Phóng tác điện ảnh
Tai nạn Britannic đã được soạn thành bộ phim cùng tên vào năm 2000, với các diễn viên Edward Atterton, Amanda Ryan và Jacqueline Bisset. Trong phim, con tàu bị đánh chìm bởi một kẻ phá hoại trên tàu, chứ không phải do đụng phải thủy lôi.

## Bưu ảnh

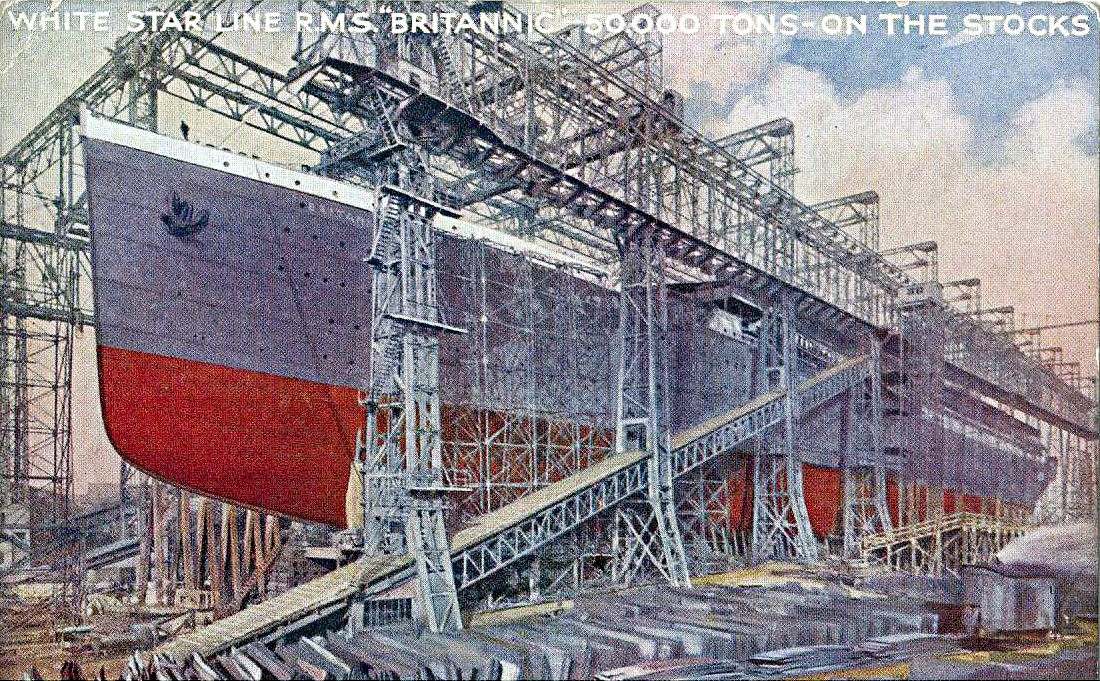
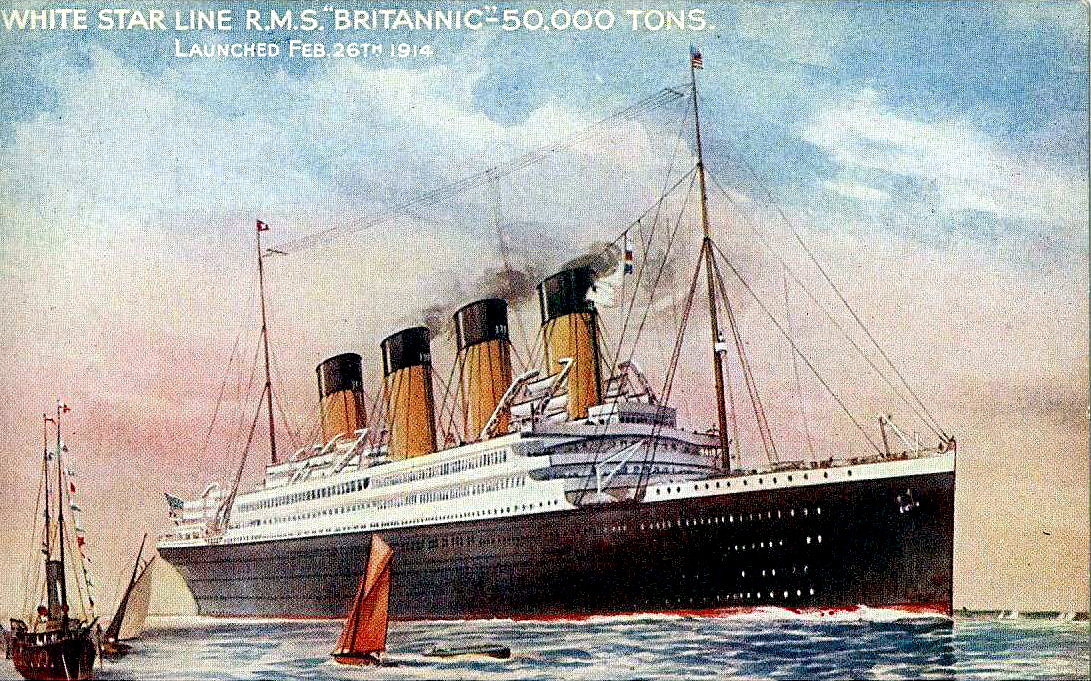